# Ricaurte (parroquia)
Ricaurte es una parroquia rural del Cantón Urdaneta en la Provincia de Los Ríos, Ecuador. Se encuentra separado de la ciudad de Catarama, la cabecera cantonal, por el río del mismo nombre.

## Historia
La parroquia tiene sus orígenes en una hacienda levantada por Juan José Guerra, originario de Daule. En el año 1882, el Sr. Guerra fundó el recinto San Pedro de Ricaurte, que daría lugar a la parroquia.
La parroquialización de la zona se dio el 1 de octubre de 1898, como parte del Cantón Puebloviejo. Cuando fue creado el Cantón Urdaneta, en 1913, Ricaurte pasó a formar parte de ese cantón.

## Límites parroquiales de Ricaurte
Los límites de la parroquia son:
|                     | Norte: Ventanas         |                         |
| Oeste: Río Catarama |                         | Este: Echendía y Caluma |
|                     | Sur: Caracol y La Unión |                         |